# Youngstown (New York)
Youngstown ist ein Village im westlichen Teil von Niagara County, New York, Vereinigte Staaten von Amerika. Bei der Volkszählung von 2010 wurden 1935 Einwohner gezählt.
Der Ort befindet sich am östlichen Ufer des Niagara River und somit an der Grenze zu Kanada. An der gegenüberliegenden Flussseite liegt die etwa 14.000 Einwohner zählende Stadt Niagara-on-the-Lake. Youngstown liegt an der New York State Route 18F.

## Geschichte
Etwa einen Kilometer nördlich vom heutigen Stadtkern errichtete der französische Entdecker Robert Cavelier de La Salle im  Jahr 1670 ein kleines Fort. Um dieses Fort begannen sich Siedler niederzulassen, was die Ursprünge von Youngstown darstellen. Die Befestigungsanlage wurde stetig ausgebaut und wurde zum Herzstück des späteren Fort Niagara. Während des Britisch-Amerikanischen Krieges 1812 wurde die Siedlung komplett zerstört.

## Söhne und Töchter der Stadt
- Daryl Johnston (* 1966), American-Football-Spieler, Fernsehmoderator

## Einzelnachweise

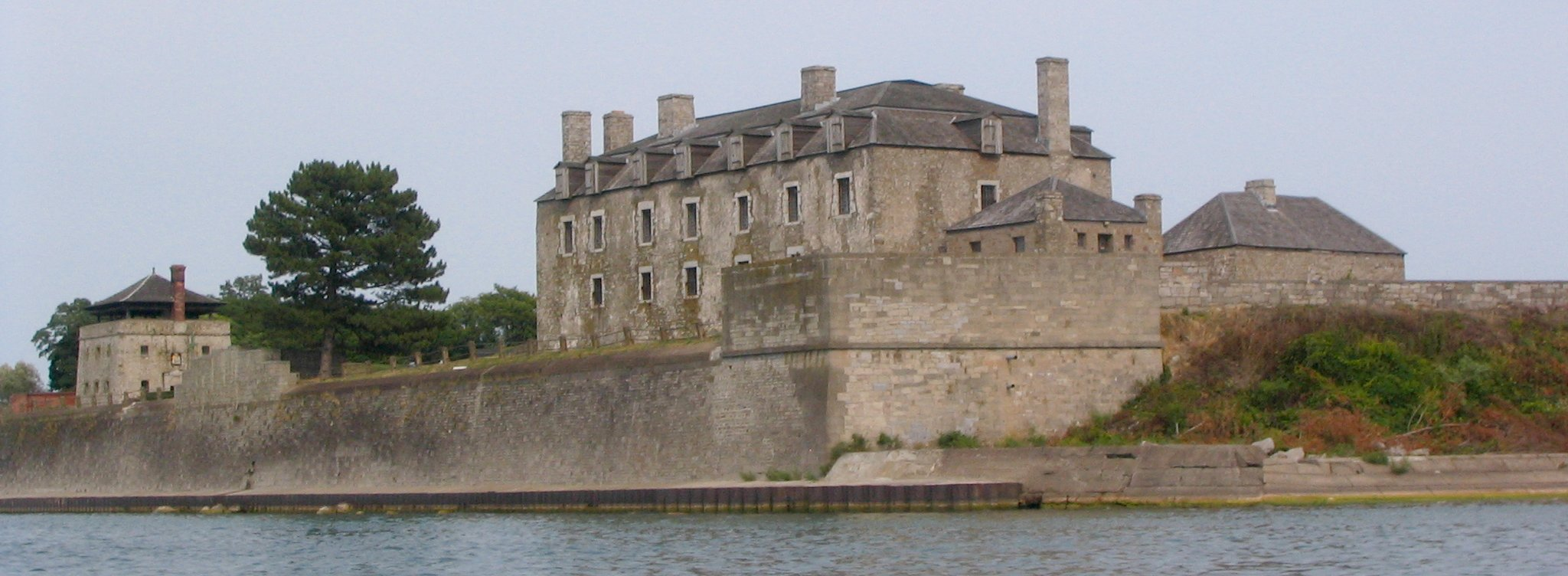
Das French Castle, Teil des Fort Niagara